# Portret van een fluit
Portret van een fluit (ondertitel: Of wat heeft de mens er niet voor over om geen koude voeten te krijgen) is een hoorspel van Rainer Puchert. Portrait einer Flaute (dus eigenlijk: Portret van een windstilte) werd op 29 september 1962 door de Westdeutscher Rundfunk uitgezonden en door Gérard van Kalmthout vertaald. De KRO zond het uit op dinsdag 17 januari 1967 in het programma Dinsdagavondtheater. De regisseur was Willem Tollenaar. Het hoorspel duurde 40 minuten.

## Rolbezetting
- Luc Lutz (de spreker)
- Wiesje Bouwmeester (het liefje)
- Wam Heskes (Alfred)
- Paula Majoor & Jan Wegter (het amoureuze nummer)
- Tonny Foletta (B-trompet)
- Willy Ruys (commissaris)
- Han König (meneer Schlemmkohl)
- Hans Veerman (politiemeldingscentrale)
- Hans Karsenbarg (luidsprekerstem)
- personeelsleden van de Elpenfabriek (73 hoera-roepende Gemini project-ingenieurs)

## Inhoud
Op een windstille zomernamiddag, die met een onweer eindigt, spelen zich niet alleen de achterbakse gesprekken van een koddig echtpaar af, dat zich overgeeft aan heimelijke misdrijven, maar ook enkele daarmee gecontrapunteerde voorvallen, die een geheime innerlijke samenhang hebben. Het toneel van de verschillende scènes wisselt steeds alvorens er iets gebeurt. Deze "windstilte" is de stilte voor de storm van de daad. De scènes handelen over een bejaard paar bij de namiddagthee, twee elkaar kwellende jonge mensen, een kunstschilder in zijn atelier, een trompetspeler die verdacht wordt van drughandel en de onderzoeker van een ruimtestation.
Zoals de auteur zelf aangeeft is dit geen hoorspel. Men zou het eerder een collage kunnen noemen, omdat de auteur verschillende geschiedenissen tegelijk laat afspelen die ogenschijnlijk niets met elkaar te maken hebben. ’t Belangrijkste thema is een thriller: de geschiedenis van een aan koude benen lijdende oude dame die over lijken gaat om aan meer dekens te komen…